# Bulbophyllum dulongjiangense
Bulbophyllum dulongjiangense là một loài thực vật có hoa trong họ Lan. Loài này được X.H.Jin mô tả khoa học đầu tiên năm 2006.